# Pico Neiba
De Pico Neiba is met 2.272 meter de hoogste berg in de Sierra de Neiba in de Dominicaanse Republiek. De berg heeft een oppervlakte van ongeveer 407 km², verspreid over de provincies San Juan, Baoruco, Independencia en Elías Piña.

## Op deze hoogte
Op een hoogte van 2.000 tot 2.500 meter boven het zeeniveau is de overgrote meerderheid van de nationale parken en wetenschappelijke reserves gesitueerd. Het beslaat een oppervlakte van 521.32 km² en representeert 1,07% van het land.